# Texicali
Texicali je čtyřpísňové EP skupiny ZZ Top, vydané v digitální formě přes iTunes. Album bylo dostupné od 5. června 2012 a jeho producentem byl Rick Rubin. Jedná se o první album složené z nového materiálu od roku 2003, kdy vyšlo album Mescalero.

## Seznam skladeb
| Pořadí | Název             | Délka |
| ------ | ----------------- | ----- |
| 1.     | I Gotsta Get Paid | 4:03  |
| 2.     | Chartreuse        | 2:57  |
| 3.     | Consumption       | 3:48  |
| 4.     | Over You          | 4:29  |

## Obsazení
- Billy Gibbons – kytara, zpěv
- Dusty Hill – baskytara
- Frank Beard – bicí